# Моозах
Моозах (Moosach) e река в административен окръг Горна Бавария, провинция Бавария, Германия.
Дълга е почти 50 км. 30% от реката се влива при Моозбург ан дер Изар в р. Ампер, а остатъкът при Фрайзинг в Изар.
|  | Тази страница частично или изцяло представлява превод на страницата Moosach (Isar) в Уикипедия на немски. Оригиналният текст, както и този превод, са защитени от Лиценза „Криейтив Комънс – Признание – Споделяне на споделеното“, а за съдържание, създадено преди юни 2009 година – от Лиценза за свободна документация на ГНУ. Прегледайте историята на редакциите на оригиналната страница, както и на преводната страница, за да видите списъка на съавторите. ВАЖНО: Този шаблон се отнася единствено до авторските права върху съдържанието на статията. Добавянето му не отменя изискването да се посочват конкретни източници на твърденията, които да бъдат благонадеждни. |